# Juan Argote
Pour les articles homonymes, voir Argote.
Juan Jorge Argote (né en 1905 en Bolivie) est un joueur international bolivien de football, qui évoluait au poste de milieu de terrain.

## Biographie
Il joue en attaque durant sa carrière dans le club bolivien de Club Bolívar, club de la capitale.
Mais il est surtout connu pour avoir joué avec l'équipe de Bolivie à la coupe du monde 1930 en Uruguay, sélectionné par l'entraîneur Ulises Saucedo.
Le pays ne passe pas le 1er tour lors du tournoi, et perd deux fois de suite 4-0 contre la Yougoslavie et contre le Brésil.